# Alouette chanteuse
Mirafra cantillans
Espèce
Statut de conservation UICN

 LC  : Préoccupation mineure
L'Alouette chanteuse (Mirafra cantillans) est une espèce de passereaux. Comme toutes les alouettes elle appartient à la famille des Alaudidae.

## Description
Cette espèce mesure 13 cm pour une masse de 15 à 21 g.

## Alimentation
Cet oiseau consomme des insectes (notamment des Acrididae au Sénégal) et des graines (surtout de graminées).